# Basílica de São Marcos Evangelista no Capitólio
A San Marco Evangelista al Campidoglio é uma basílica menor e igreja titular de Roma, Itália, junto à colina do Capitólio. É dedicada a São Marcos Evangelista.
O cardeal-presbítero do Título de São Marcos é o Cardeal-vigário Angelo De Donatis.

## História
Em 336 o papa Marcos construiu uma igreja dedicada ao evangelista que levava seu nome num local chamado Ad Pallacinas, hoje a Piazza Venezia. Depois de ser restaurada em 792 pelo papa Adriano I, a igreja foi reconstruída em 833 pelo papa Gregório IV. Além da adição de um campanário românico em 1154, a principal mudança na arquitetura do edifício foi ordenada pelo papa Paulo II, entre 1465 e 1470, quando o interior e o exterior foram remodelados de acordo com o gosto renascentista. Naquela ocasião, sendo Paulo II natural de Veneza, a igreja foi dedicada ao povo veneziano que vivia em Roma. A última grande reformulação da basílica foi iniciada em 1654 e terminou com o Cardeal Angelo Maria Quirini em 1750. Com essas restaurações, a igreja recebeu a decoração barroca que hoje permanece.
A fachada, de 1466, foi construída com mármores extraídos do Coliseu e do Teatro de Marcelo, e é atribuída alternativamente a Leon Battista Alberti, Giuliano da Maiano ou Bernardo Rossellino.

## Interior
O interior é claramente barroco. No entanto, a basílica mostra elementos notáveis de toda a sua história milenar. Entre eles se podem citar os mosaicos da abside, que remontam ao Papa Gregório, mostrando o papa com o halo quadrado então usado para representar pessoas vivas eminentes, oferecendo um modelo da igreja a Cristo, na presença de São Marcos Evangelista, o Papa Marcos e outros santos. Abaixo do mosaico, duas pinturas de Giovanni Francesco Romanelli retratam episódios da vida de São Marcos, flanqueando um afresco de Guilherme Courtois, chamado il Borgognone, onde o santo aparece glorificado. O teto de madeira, com o emblema do Papa Paulo II, é do século XV, um dos dois únicos tetos de madeira deste século preservados em Roma. Sua construção se deve a Giovanni de' Dolci e Marco de' Dolci, tendo sido decorado por Giuliano degli Amidei. O túmulo de Leonardo Pesaro é de Antonio Canova, o do cardeal Luigi Prioli foi esculpido por Francesco Moderati, e o monumento fúnebre a Francesco Erizzo é de Francesco Maratti, chamado il Padovano. Filippo Barigioni é o provável autor do altar que contém uma urna de granito com as relíquias do papa Marcos, adornado com anjos de bronze dourado portando cornucópias, e outros, sobre uma balaustrada, segurando candelabros. Na Capela da Ressurrerição há uma tela mostrando Cristo ressuscitado, de Palma il Giovane; na Capela da Adoração, uma tela de Carlo Maratta com a Adoração dos Magos.

## Galeria

Imagens da igreja
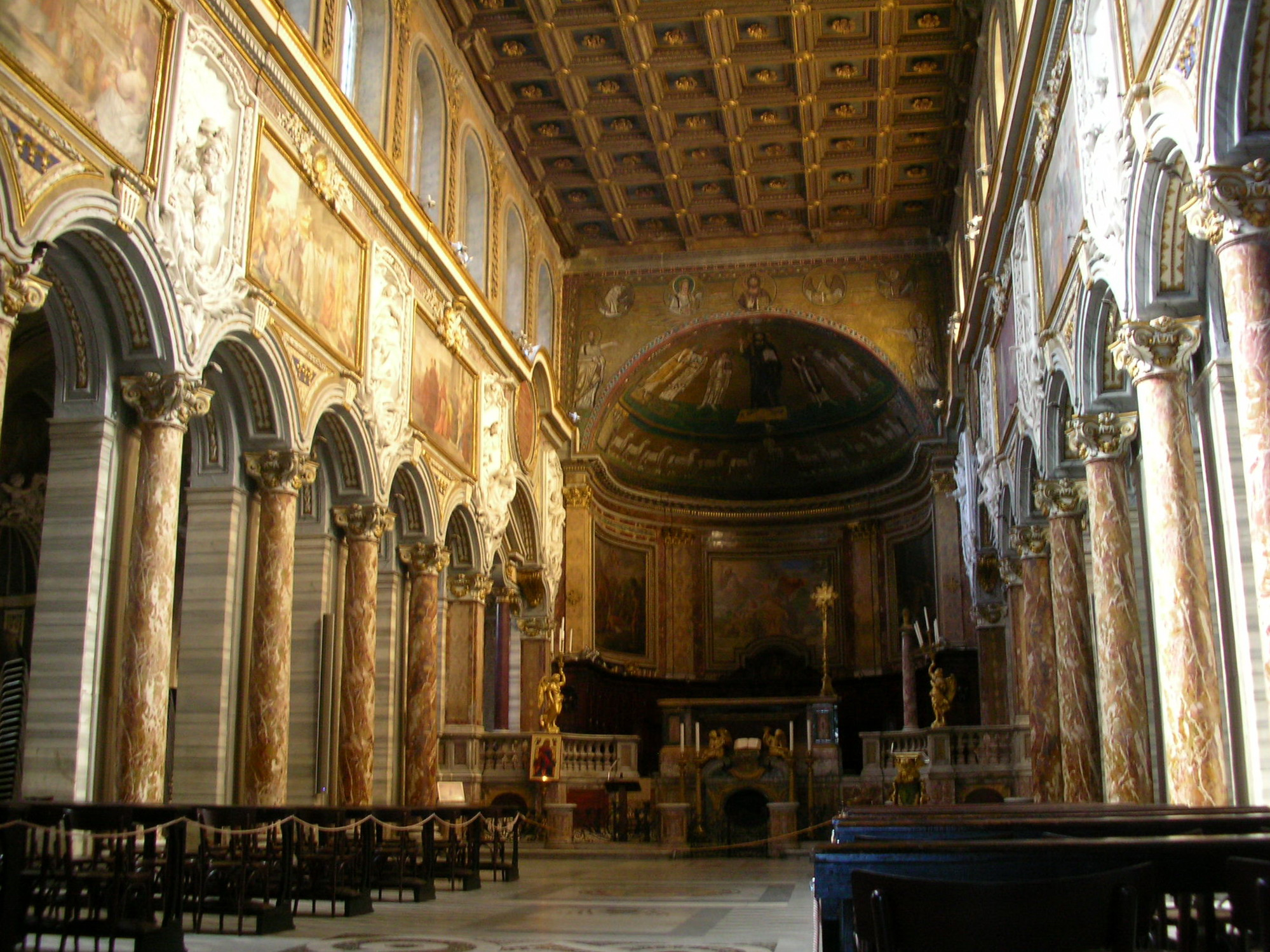
Vista do interior
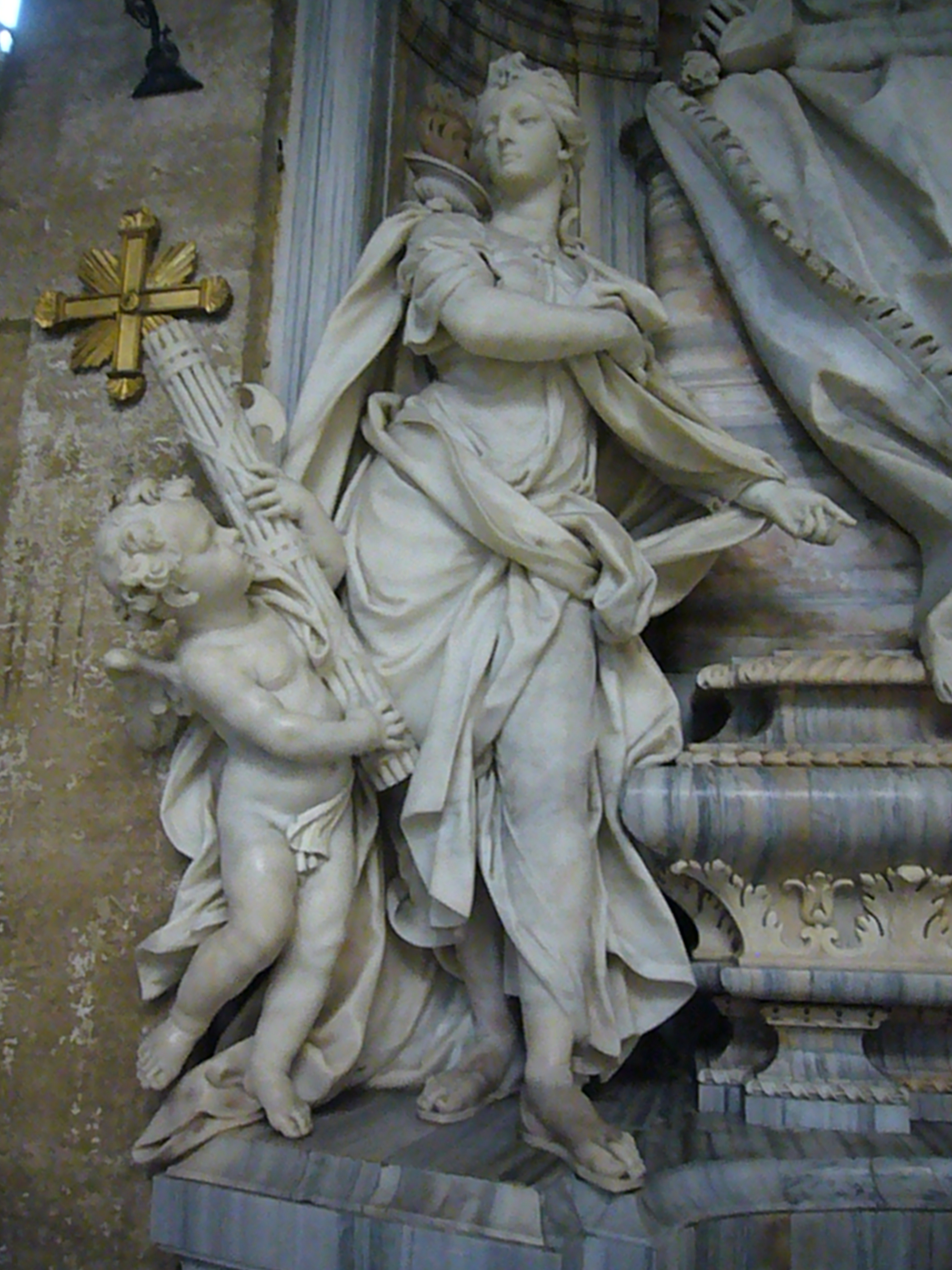
Escultura no túmulo do cardeal Aloisio Priuli
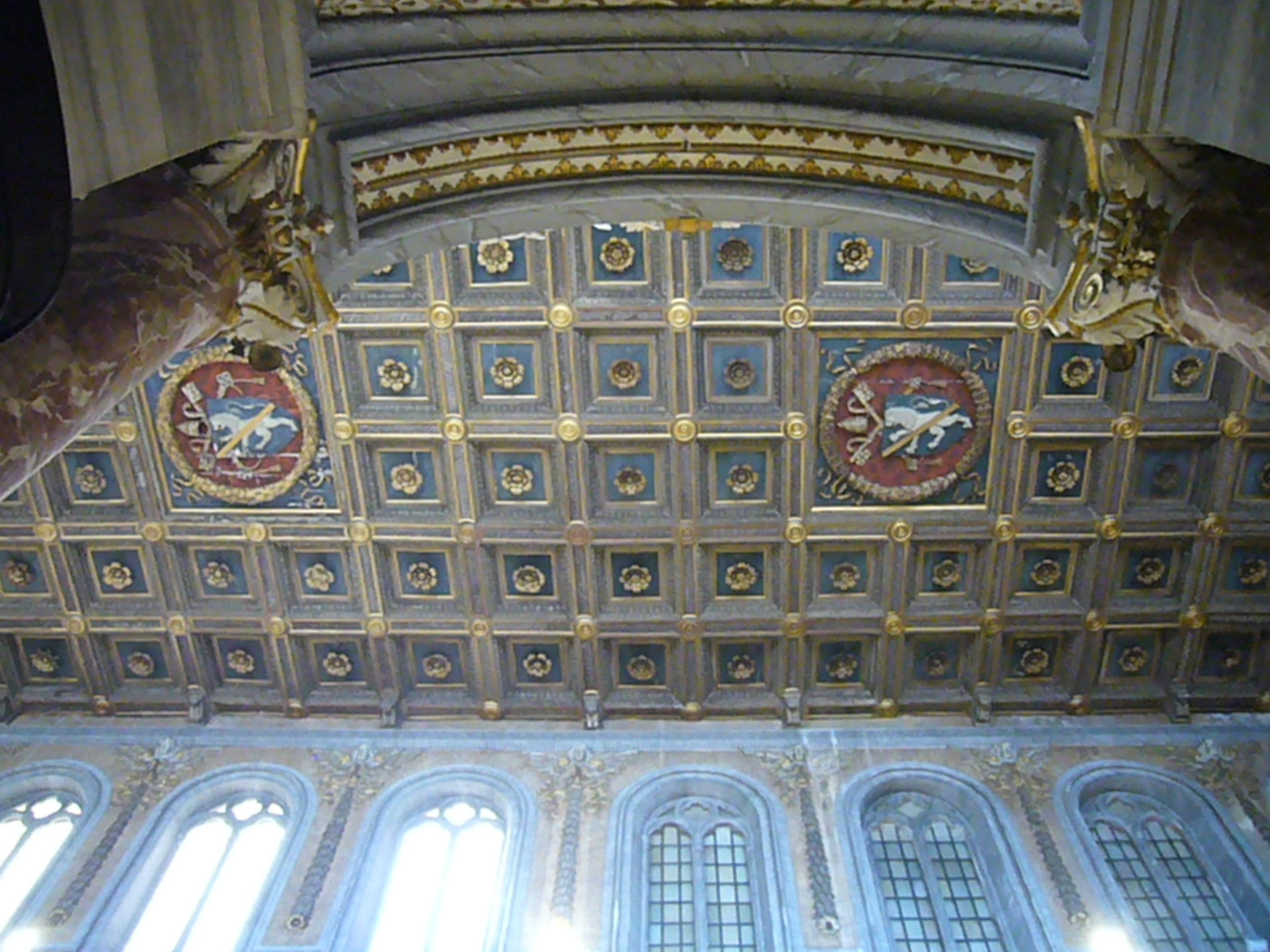
Vista do teto de madeira do século XV